# 芳文社コミックス
芳文社コミックス（ほうぶんしゃコミックス）は、芳文社から発行されている主に週刊漫画TIMESで連載されたコミックスのレーベルである。1973年に刊行開始。

## 概要
最初に発行されたタイトルは、梶山季之作・小笠原十余志脚色・横山まさみち画による『色魔』だった。昭和まではまんがタイムシリーズの4コマ漫画作品もこのレーベルで発行されていた。
平成になってからは4コマ漫画作品を『まんがタイムコミックス』で発行する様になった為、現在4コマ漫画作品の「芳文社コミックス」は『おとぼけ課長』のみとなった。

## 現在発行されている主な作品
週刊漫画TIMES以外の掲載誌によるもの
- 『おとぼけ課長』

## 完結した主な作品
週刊漫画TIMES以外の掲載誌によるもの
- 田中しょう『あさかぜ君』
- 平ひさし『三丁目の暗黒街』
- 窪田まり子『はりきりさよちゃん』